# RAAL拉路維爾
拉路維爾皇家體育會（Royal Association Athlétique Louviéroise La Louvière；簡稱RAAL拉路維爾）是一家比利時的職業足球會，位於拉盧維耶爾，成立於2009年，目前於比利時頂級聯賽的比利時職業聯賽中角逐。

## 球隊榮譽
- 比利時全國甲組聯賽（英语：Belgian National Division 1）
  - 冠軍 (1)： 2023–24
- 比利時挑戰者職業聯賽
  - 亞軍 (1)： 2024–25

## 外部連結
- 官方网站 （法語）